# Großrettbach
Großrettbach ist seit dem 1. Januar 2009 ein Ortsteil der Landgemeinde Drei Gleichen im thüringischen Landkreis Gotha.

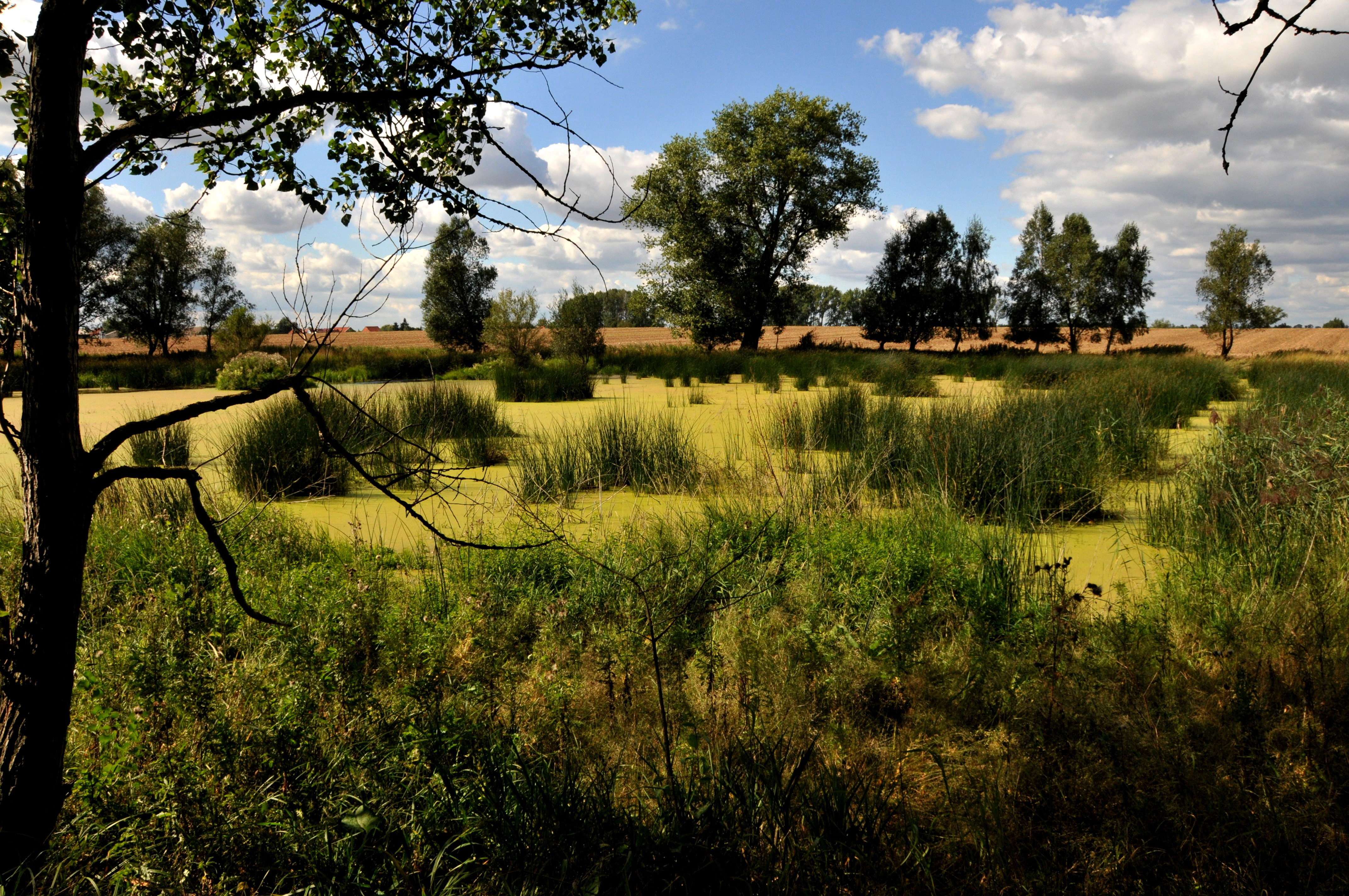
Der Kleine See im Sommer 2010, völlig bedeckt mit Wasserlinsen

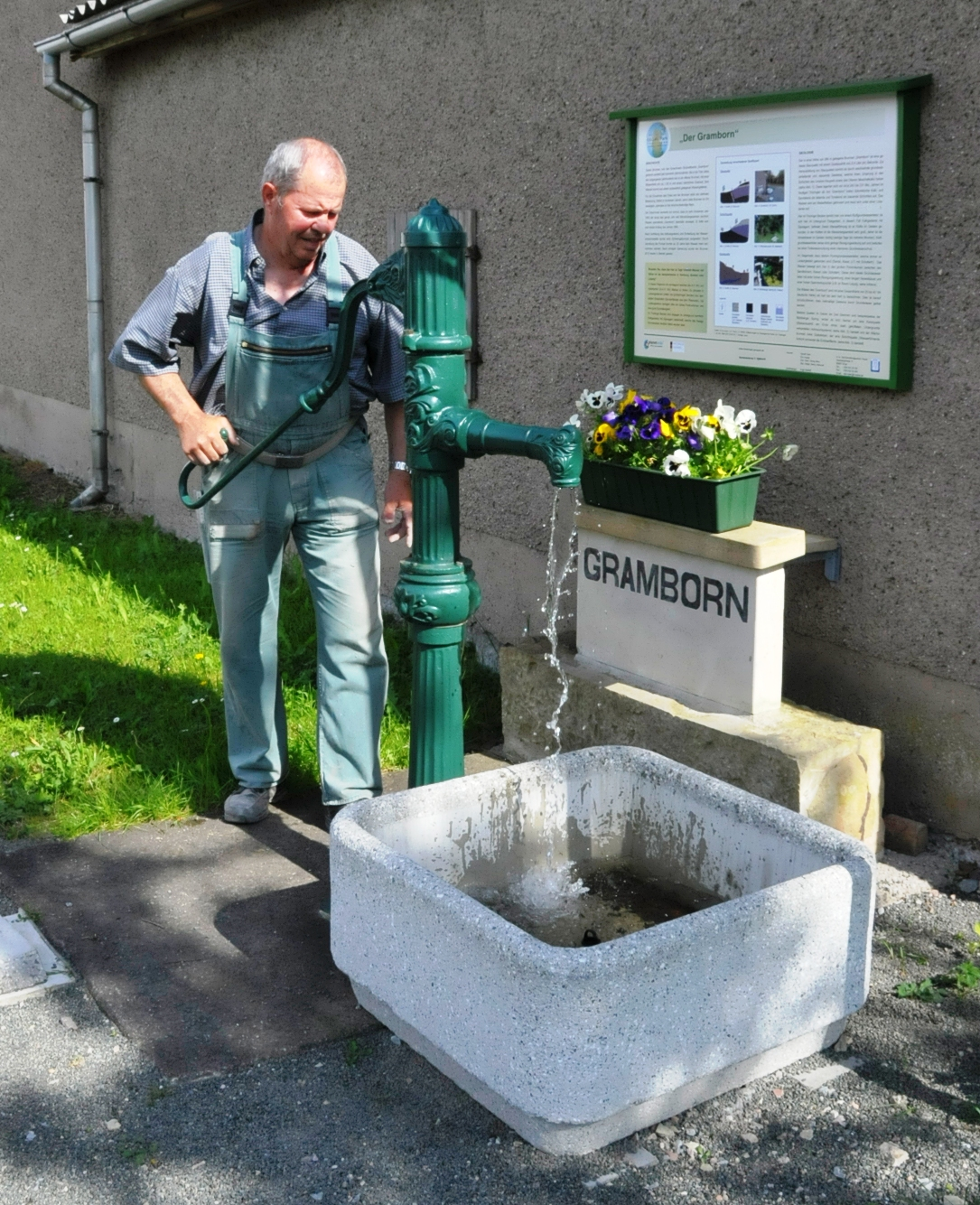
Am Gramborn wird Wasser gepumpt

## Geografie
Großrettbach liegt nördlich des Flusses Apfelstädt, zwischen dem Nachbarortsteil Cobstädt und den Dörfern Kleinrettbach bzw. Neudietendorf, beides Ortsteile der Gemeinde Nesse-Apfelstädt im Landkreis Gotha in Thüringen. Durch den Ort fließt der Rettbach, der aus Kleinrettbach kommt und in Cobstädt in die Rot mündet, die wiederum in Wandersleben in die Apfelstädt einfließt. Großrettbach ist über die Autobahnabfahrt Neudietendorf der A 4 und über die Bundesstraße 7 Gotha–Erfurt (Abfahrt Gamstädt) verkehrstechnisch gut angebunden.
Etwa 500 m südöstlich des Dorfrandes befindet sich das Flächennaturdenkmal Kleiner See, eine Geländesenke (Erdfall) in 290 m Höhe, im Bereich des Cobstädter Plateaus. Er entstand durch natürliche Auslaugung von Gipsgesteinen im Untergrund mit der Folge der Bildung von Hohlräumen und des Einsturzes darüber liegender Erdschichten. Die Gemarkungsgrenze zwischen Großrettbach und Apfelstädt durchschneidet diesen flachen Tümpel von West nach Ost. Er bildet ein Biotop für einige Wasservögel.

## Geschichte
In den ersten Erwähnungen wurde der Ort Retbeche oder Majori Ritebeche genannt. Im Güterverzeichnis des Klosters Hersfeld erscheint das Dorf unter den Schenkungen Karls des Großen an das Kloster, die bis zum Tod seines Gründers Lullus im Jahre 786 gemacht worden waren. So beging Großrettbach im Jahre 2011 sein (mindestens) 1.225-jähriges Bestehen.
Im Dreißigjährigen Krieg wurde der Ort so verwüstet, dass er über Jahre hinweg unbewohnt blieb. Der Ort im Amt Gotha gehörte ab 1640 zum Herzogtum Sachsen-Gotha, ab 1672 zum Herzogtum Sachsen-Gotha-Altenburg und ab 1826 zum Herzogtum Sachsen-Coburg und Gotha. Seit 1920 lag er im Land Thüringen.
Am 1. Juli 1950 wurde Großrettbach nach Grabsleben eingemeindet.

## Kultur und Sehenswürdigkeiten
- Die wichtigste Sehenswürdigkeit des Ortes ist zweifelsohne die evangelisch-lutherische Dorfkirche St. Gotthard (Lage). Die heutige Kirche ist der Nachfolgebau einer im Jahre 1821 abgerissenen Kirche. Bereits am 4. November des gleichen Jahres wurde das neue Gotteshaus eingeweiht. Die Baukosten betrugen 3617 Reichstaler. Nordwestlich der Kirche, unmittelbar an der Kirchhofsmauer, steht das Pfarrhaus von 1717. Mit dem Dienstaustritt des ehemals zuständigen Pfarrers Michael Göring aus Ingersleben[2] und nach Auflösung des Pfarramtes Ingersleben hat die Kreissynode des Kirchenkreises Gotha beschlossen, die Kirchgemeinde Großrettbach dem Pfarramt Apfelstädt zuzuordnen.[3]
- Seit dem 16. Februar 2011 verfügt der Ort über einen renovierten Gemeindesaal in einem Gebäude von 1888.
- Am südwestlichen Dorfrand (Lage) befindet sich der im Jahre 2012 restaurierte Gramborn-Brunnen, eine Stauquelle, die seit mehreren Jahrhunderten bekannt ist. Bis in die 1970er Jahre war er ein offener Brunnen mit 1,50 m Wassertiefe und einem natürlichen Überlauf in den nahebei vorbeifließenden Rettbach. Gespeist wird der Brunnen von einem südwestlich gelegenen Wiesengelände. Für die Dorfbewohner war der Brunnen über Jahrhunderte von lebenswichtiger Bedeutung, da er auch in trockenen Jahren immer Wasser spendete. Lediglich im sehr trockenen Jahr 1893 versiegte der Brunnen und füllte sich erst wieder im nächsten Jahr. Nach der Verfüllung des Abflussgrabens und Schließung der Entnahmestelle setzte man eine Schwengelpumpe auf den Brunnen, die allerdings im Laufe der Jahre verrottete. Nach Sanierung des Brunnens wurde er im Jahre 2012 wieder in Betrieb gesetzt. Der Brunnen liegt in einer Höhe von 286 m und führt aufgrund der im Grundwasser gelösten kalkhaltigen Gesteine hartes bis sehr hartes Wasser (25–40°dH), die Schüttung beträgt 0,4 l/s.[4] Wegen geänderter Agrarwirtschaft – die Oberfläche der Äcker wird heute nicht mehr so tief umgepflügt als ehedem – versickert bei Niederschlägen nicht mehr so viel Wasser im Boden, so dass die Schüttung heute wesentlich geringer ausfällt als früher. Dennoch kann man mit der Schwengelpumpe reines Wasser pumpen, das sich mindestens als Trinkwasser für Tiere eignet.
- Seit dem 6. April 2019 befindet sich im Wartehäuschen der Bushaltestelle ein öffentlicher Bücherschrank[5]. Die „Buch-Haltestelle“ liegt zentral im Ort und bietet ein weites Spektrum von Kinder- und Jugendliteratur, Sachbüchern zu diversen Themen und Romanen verschiedenster Autoren und Genres. Sie bietet die Möglichkeit, jederzeit ganz unbürokratisch Bücher zu entnehmen oder einzustellen und wird ehrenamtlich betreut.

### Vereine
- Rassegeflügelzuchtverein Trotz Alledem Großrettbach
- Dorfverein Großrettbach e. V.
- Fußballclub Großrettbach e. V. Dreiländereck

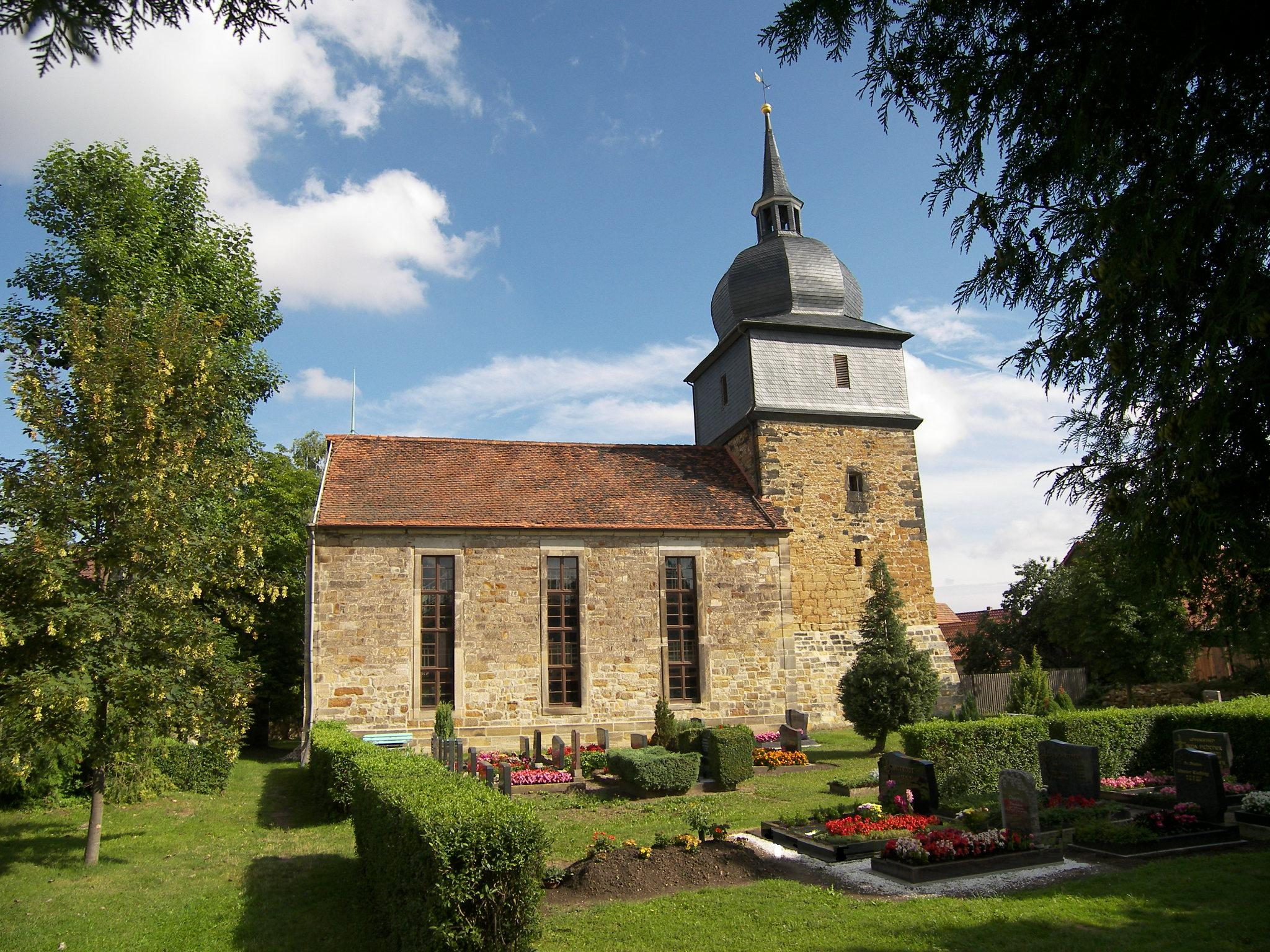
Südseite der Kirche
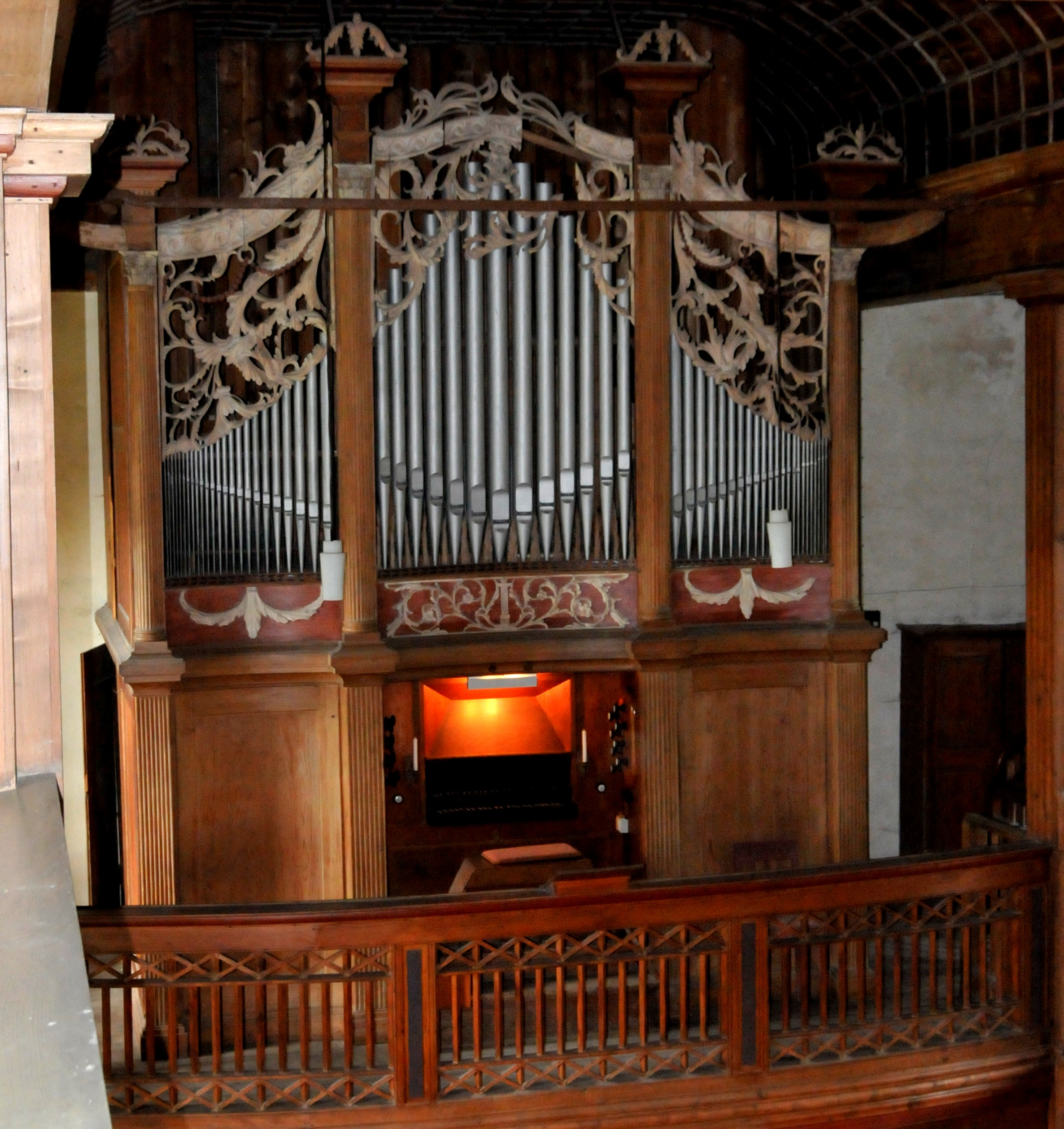
Inneres der Kirche mit Orgel
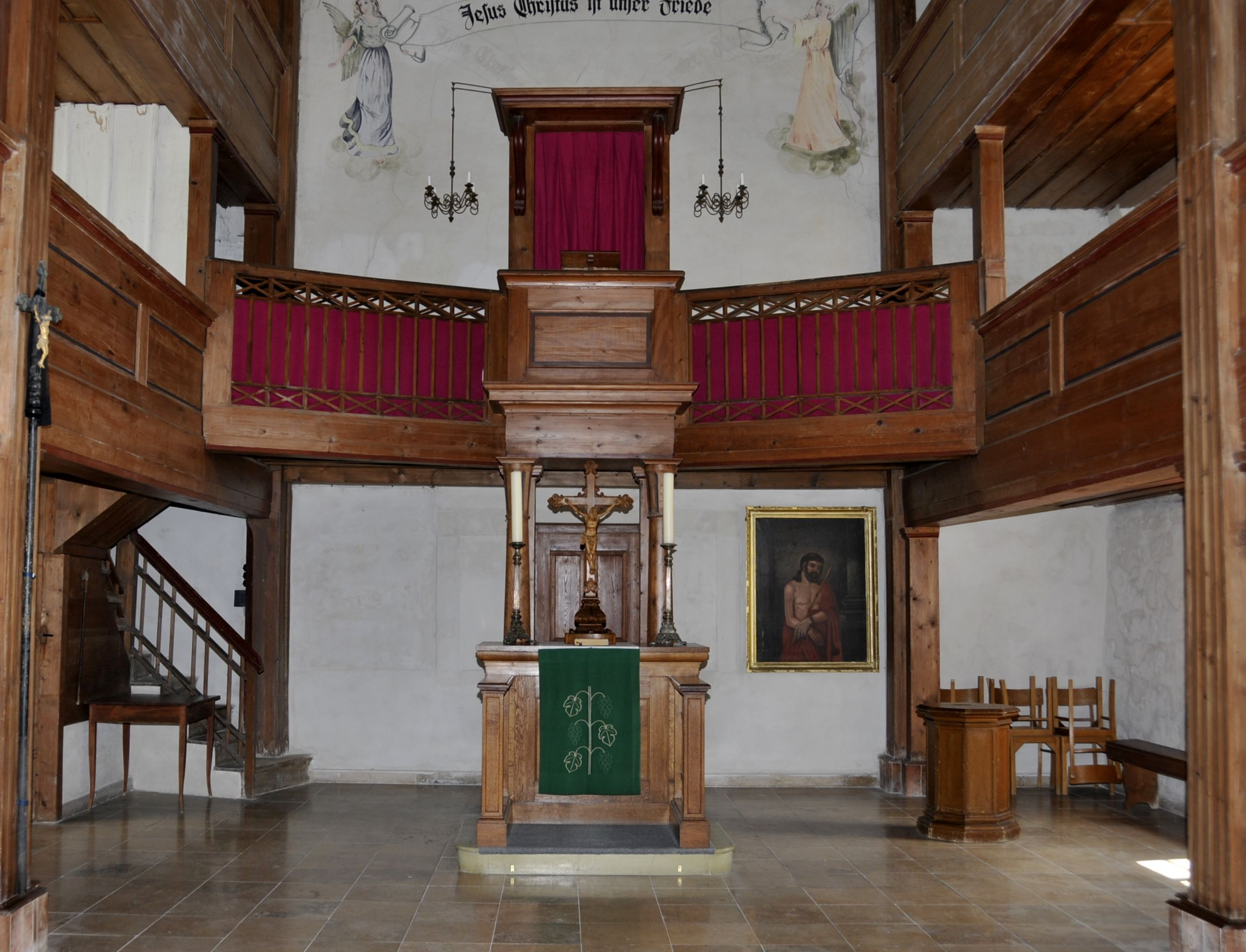
Inneres der Kirche mit Altar
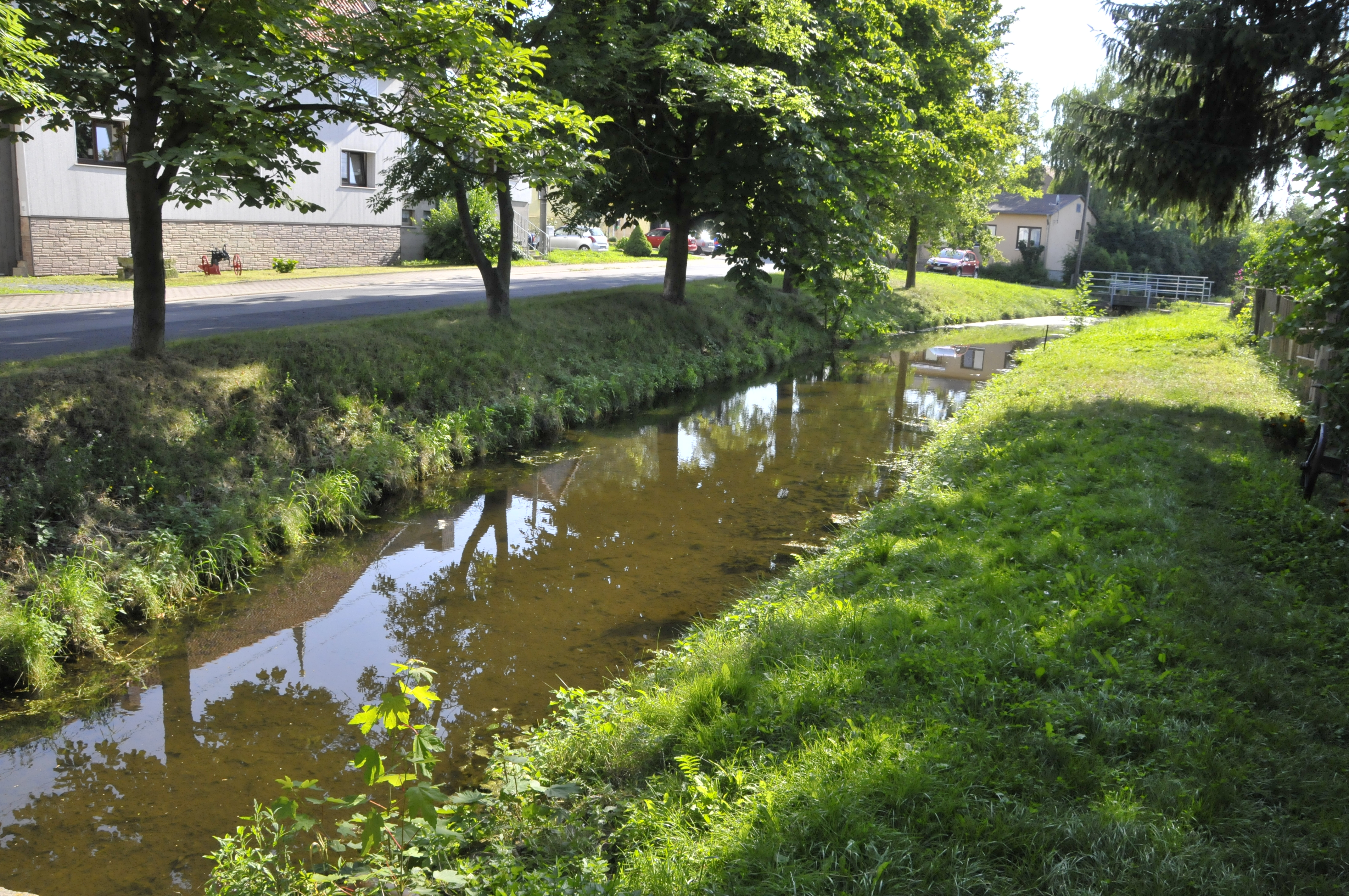
Der Rettbach in der Ortslage
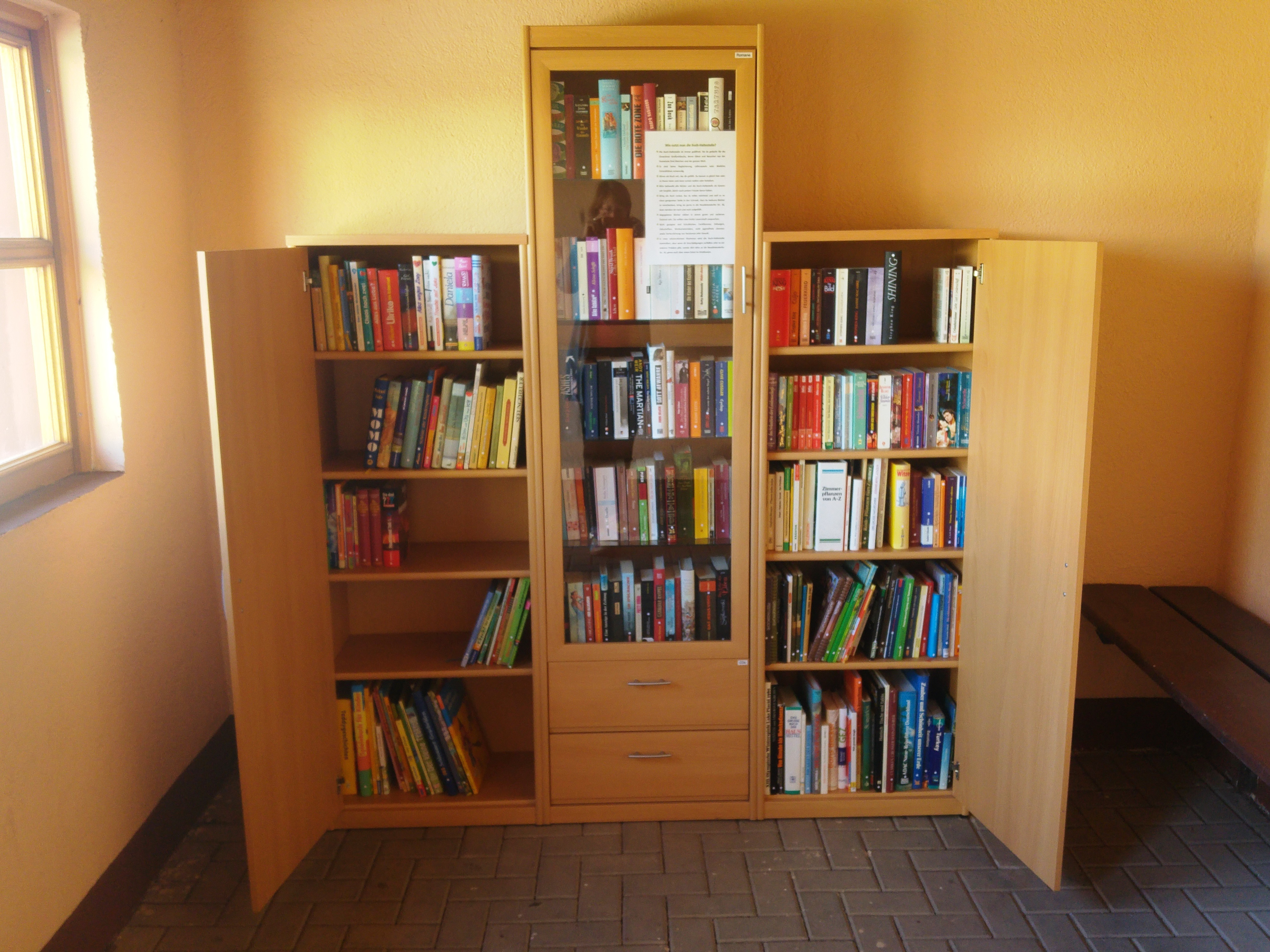
Die Buch-Haltestelle Großrettbach

## Trivia
Die Großrettbacher nennen sich und werden von den Bewohnern der Nachbargemeinden Hechelreppschter genannt. Ein Grund ist (derzeit) nicht eindeutig bekannt. Die Aussage, die Großrettbacher wären dafür bekannt, über alles und jedes zu hecheln (d. h. über Verschiedenes hinter vorgehaltener Hand miteinander zu sprechen), ist reine Spekulation.